# 卡拉东格伊
卡拉东格伊（Kaladungi），是印度北阿坎德邦Nainital县的一个城镇。总人口6126（2001年）。

## 人口
该地2001年总人口6126人，其中男性3218人，女性2908人；0—6岁人口960人，其中男473人，女487人；识字率61.87%，其中男性为69.61%，女性为53.30%。